# تورستن فینک
تورستن فینک (به آلمانی: Thorsten Fink) (زاده ۲۹ اکتبر ۱۹۶۷) بازیکن پیشین و مربی کنونی فوتبال اهل آلمان است. او هم‌اکنون هدایت باشگاه فوتبال خنک در کشور بلژیک را برعهده دارد.

## دوران بازی

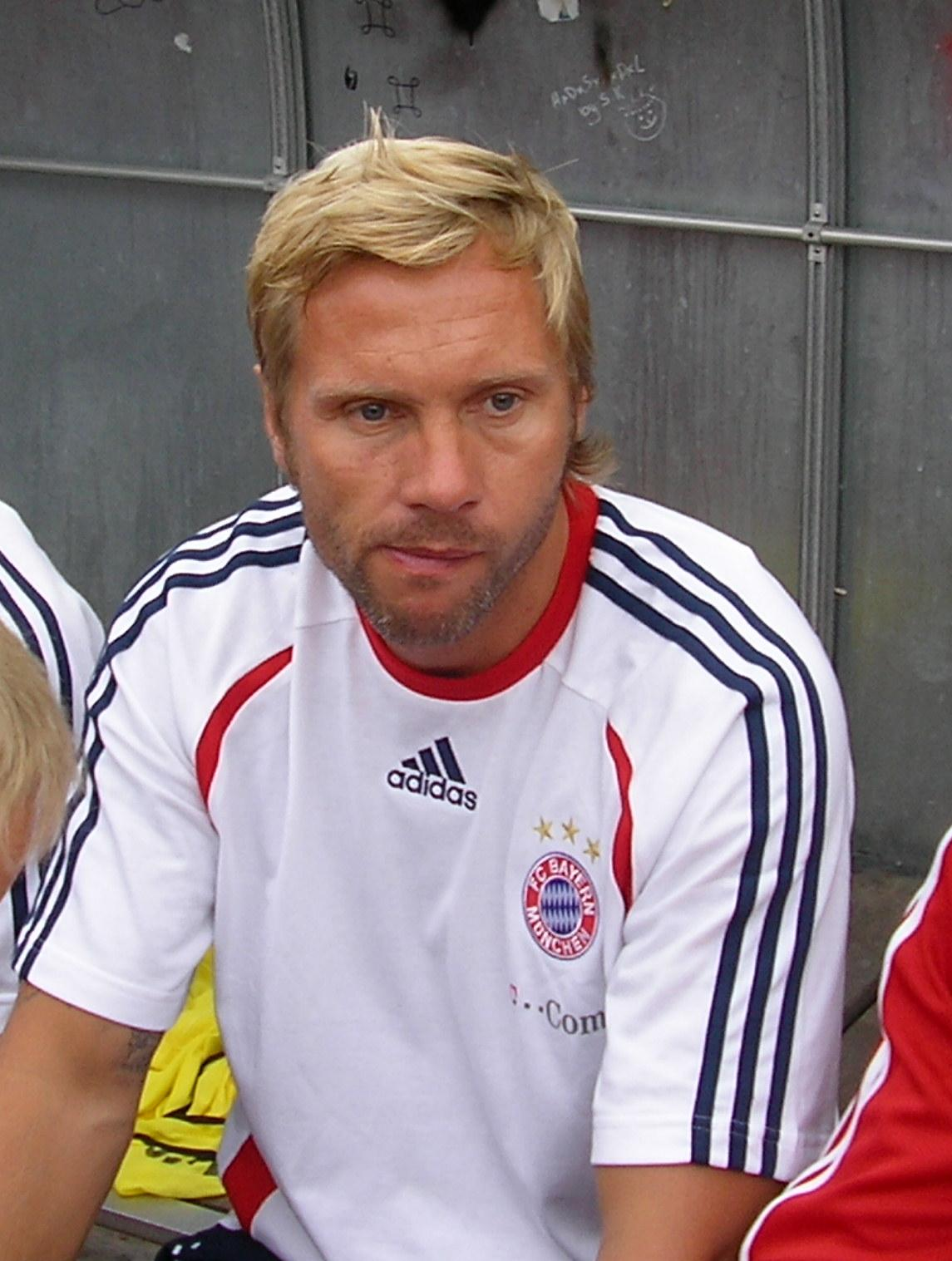
تورستن فینک

فینک دوران حرفه‌ای بازی خود را با تیم دوم و ذخیره‌های بروسیا دورتموند آغاز کرد. پس از آن به تیم واتنشاید ۰۹ پیوست و در سال ۱۹۹۰، موفق شد با این تیم به سطح اول فوتبال آلمان، بوندس‌لیگا، راه یابد. در سال ۱۹۹۴ و پس از سقوط باشگاه به دسته پایین‌تر، فینک راهی کارلسروهه شد؛ او سه فصل را در این تیم سپری کرد و با حضور منظم در ترکیب و ارائه بازی‌های تأثیرگذار، توانست در سال ۱۹۹۷ راهی پر افتخارترین تیم فوتبال آلمان، بایرن مونیخ، شود. او هفت فصل در بایرن مونیخ حضور داشت که پنج فصل آن در تیم اصلی رقم خورد؛ اما در سال ۲۰۰۲، او جایگاهش را در تیم اصلی تیم از دست داد و در فوریه ۲۰۰۳، به تیم دوم و ذخیره‌های بایرن مونیخ در دسته سه آلمان منتقل شد؛ هر چند که در اواخر آوریل ۲۰۰۳، او مجدداً توانست به بوندس‌لیگا بازگردد و در سپتامبر ۲۰۰۳، آخرین بازی خود در بوندس‌لیگا را مقابل تیم وولسبورگ و به عنوان یار تعویضی انجام داد. قرارداد فینک با بایرن مونیخ در ژوئن ۲۰۰۴ به پایان رسید و او متعاقباً دو فصل دیگر را در تیم بایرن مونیخ ۲ سپری کرد و در پایان فصل ۰۶–۲۰۰۵، به دلیل مصدومیت در ناحیه زانو، به دوران بازی خود پایان داد و از فوتبال خداحافظی کرد.

## افتخارات

### بازیکن
بایرن مونیخ
- بوندسلیگا: ۹۹–۱۹۹۸، ۲۰۰۰–۱۹۹۹، ۰۱–۲۰۰۰، ۰۳–۲۰۰۲
- جام حذفی فوتبال آلمان: ۹۸–۱۹۹۷، ۲۰۰۰–۱۹۹۹، ۰۳–۲۰۰۲
- لیگ قهرمانان اروپا: ۰۱–۲۰۰۰
- جام بین قاره ای: ۲۰۰۱

### مربی
بازل سوئیس
- سوپر لیگ سوئیس: ۱۰–۲۰۰۹، ۱۱–۲۰۱۰
- جام حذفی سوئیس: ۱۰–۲۰۰۹

ویسل کوبه ژاپن
- جام امپراتور ژاپن: ۲۰۱۹[۲]
- سوپر جام ژاپن: ۲۰۲۰[۳]